# 卢布桑·额尔敦楚伦
卢布桑·额尔敦楚伦（1948年10月10日—），蒙古族，蒙古乌兰巴托市人，蒙古国政治人物。

## 生平
额尔敦楚伦是蒙古人民革命党成员。额尔敦楚伦于2000年8月至2004年9月担任蒙古国外交部长。其时，在2004年国家大呼拉尔选举之后，国家大呼拉尔批准成立联合政府。额尔敦楚伦于2004年下台后，由曾德·蒙赫奥尔吉勒继任外交部长。

## 家庭
- 父：索诺曼·鲁布桑